# 전기공들
"전기공들"은 한국에서 제작된 정서경 감독의 2002년 영화이다. 이효신 등이 주연으로 출연하였다.

## 출연

### 주연
- 이효신
- 김성진
- 강필석
- 장재용